# Come Yukong spostò le montagne
Comment Yukong déplaça les montagnes  è un documentario composto di 12 film realizzati da Joris Ivens e Marceline Loridan fra il 1970 e il 1976 in varie regioni della Cina.

## Trama
Si tratta di un'importante testimonianza storica sulla Cina durante la Rivoluzione Culturale.
Argomenti dei 12 film:
1. La pharmacie N°3 : Shangai
2. Une femme, une famille
3. Le village de pêcheurs
4. Autour du pétrole
5. L'usine de générateurs
6. Une caserne
7. Impression d'une ville: Shanghai
8. Une histoire de ballon - Lycée n°31 Pékin
9. Le professeur Tsien
10. Un répétition à l'Opera di Pechino
11. Entraînement au cirque de Pékin
12. Les Artisans

## La leggenda di Yukong
La leggenda di Yu Kong che rimosse le montagne è contenuta nel Lieh Tzu. Mao Zedong la riprese nel discorso di chiusura del VII Congresso nazionale del Partito Comunista Cinese, l'11 giugno 1945.

## Premi
- César du cinéma 1977 per Une histoire de ballon, lycée n°31 Pékin

## DVD
Nel 2014 l'opera completa restaurata è stata pubblicata in 5 DVD da Arte Editions.